# Adesmia burkartii
Adesmia burkartii es una especie de planta floral del género Adesmia, categorizada en la tribu Dalbergieae, de la subfamilia Faboideae.

## Distribución
Especie nativa de Argentina y Chile. Crece en el bioma templado.

## Taxonomía
Fue descrita por M.N.Correa y publicada en Darwiniana 23: 153 (1981).